# Cúp bóng đá Đức 2019-20
DFB-Pokal 2019–20 là mùa giải thứ 77 của cúp quốc gia Đức hàng năm. Sáu mươi bốn đội tham dự cuộc thi, bao gồm tất cả các đội từ Bundesliga năm trước và 2. Bundesliga. Cuộc thi bắt đầu vào ngày 9 tháng 8 năm 2019 với vòng đầu tiên trong số sáu vòng và kết thúc vào ngày 4 tháng 7 năm 2020 với trận chung kết tại Olympiastadion ở Berlin, một địa điểm trên danh nghĩa là trung lập, đã tổ chức trận chung kết từ năm 1985. [1] DFB-Pokal được coi là danh hiệu câu lạc bộ quan trọng thứ hai của bóng đá Đức sau chức vô địch Bundesliga. DFB-Pokal được điều hành bởi Hiệp hội bóng đá Đức (DFB).

Các nhà đương kim vô địch là Bayern Munich, sau khi họ đánh bại RB Leipzig 3–0 trong trận chung kết 2019.
Bayern đã bảo vệ thành công danh hiệu của mình, giành danh hiệu DFB-Pokal thứ 20 sau khi đánh bại Bayer Leverkusen 4–2 trong trận chung kết. Với chiến thắng, Bayern đã hoàn thành cú đúp quốc nội thứ hai liên tiếp và thứ 13 chung cuộc, và do đó sẽ đá trận tranh Siêu cúp Đức 2020 trên  sân nhà. Vì Bayern đủ điều kiện tham dự Champions League thông qua Bundesliga, đội đứng thứ sáu ở Bundesliga, 1899 Hoffenheim, đã giành được suất tham dự vòng bảng của giải UEFA Europa League 2020–21 và suất thứ hai của giải đấu thuộc về đội thứ bảy Bundesliga 2019-20, VfL Wolfsburg.

## Ảnh hưởng của dịchCovid-19
Vào ngày 27 tháng 3 năm 2020, Liên đoàn bóng đá Đức (DFB) đã hoãn vô thời hạn các trận bán kết của giải đấu, ban đầu được lên lịch vào ngày 21 và 22 tháng 4, do đại dịch COVID-19 ở Đức. Vào ngày 24 tháng 4, DFB cũng đã hoãn vô thời hạn trận chung kết của giải, ban đầu được lên lịch vào ngày 23 tháng 5, với mục tiêu kết thúc mùa giải vào ngày 30 tháng 6 năm 2020. Vào ngày 11 tháng 5 năm 2020, Ủy ban điều hành DFB đã phê duyệt việc nối lại cuộc thi, tùy thuộc vào sự chấp thuận của chính phủ, tuân thủ các quy tắc vệ sinh tương tự như ở Bundesliga và 2 Bundesliga. Các trận bán kết sẽ diễn ra vào ngày 9 và 10 tháng 6, trong khi trận chung kết sẽ diễn ra vào ngày 4 tháng 7 năm 2020.  Tuy nhiên, các trận đấu còn lại buộc phải diễn ra trong những cánh cửa đóng kín mà không có bất kỳ khán giả nào.  Ngoài ra, mỗi đội được thay 5 cầu thủ phép cho các trận đấu còn lại, và có thể thay cầu thủ thứ sáu trong hiệp phụ, theo đề xuất từ FIFA và sự chấp thuận của IFAB để giảm bớt tác động của tắc nghẽn trong trận đấu. 

## Các đội tham dự
Tổng cộng có 64 câu lạc bộ tham gia giải đấu
| Bundesliga 18 đội từ Bundesiga 2018-19 | 2. Bundesliga 18 đội từ 2.Bundesliga 2018-19 | 3. Liga top 4 đội đầu bảng 3.Liga 2018-19 |
| - FC Augsburg - Hertha BSC - Werder Bremen - Borussia Dortmund - Fortuna Düsseldorf - Eintracht Frankfurt - SC Freiburg - Hannover 96 - 1899 Hoffenheim - RB Leipzig - Bayer Leverkusen - Mainz 05 - Borussia Mönchengladbach - Bayern Munich - 1. FC Nürnberg - Schalke 04 - VfB Stuttgart - VfL Wolfsburg | - Erzgebirge Aue - Union Berlin - Arminia Bielefeld - VfL Bochum - Darmstadt 98 - Dynamo Dresden - MSV Duisburg - Greuther Fürth - Hamburger SV - 1. FC Heidenheim - FC Ingolstadt - Holstein Kiel - 1. FC Köln - 1. FC Magdeburg - SC Paderborn - Jahn Regensburg - SV Sandhausen - FC St. Pauli | - Hallescher FC - Karlsruher SC - VfL Osnabrück - Wehen Wiesbaden |
| Đại diện của các khu vực 24 đại diện của 21 hiệp hội khu vực của DFB, đủ điều kiện (nói chung) thông qua các giải vô địch khu vực. | | |
| Baden - Waldhof Mannheim Bavaria - Würzburger Kickers (CW) - VfB Eichstätt (RB) Berlin - Viktoria Berlin Brandenburg - Energie Cottbus Bremen - FC Oberneuland Hamburg - TuS Dassendorf Hesse - KSV Baunatal                                                                                                | Lower Rhine - KFC Uerdingen Lower Saxony - SV Drochtersen/Assel (3L/RL) - Atlas Delmenhorst (Am.) Mecklenburg-Vorpommern - Hansa Rostock Middle Rhine - Alemannia Aachen Rhineland - FSV Salmrohr Saarland - 1. FC Saarbrücken Saxony - Chemnitzer FC                                             | Saxony-Anhalt - Germania Halberstadt Schleswig-Holstein - VfB Lübeck South Baden - FC 08 Villingen Southwest - 1. FC Kaiserslautern Thuringia - Wacker Nordhausen Westphalia - SV Rödinghausen (CW) - SC Verl (PO) Württemberg - SSV Ulm |

### Tham gia
DFB-Pokal bắt đầu với vòng loaik gồm 64 đội. 36 đội của Bundesliga và 2. Bundesliga, cùng với 4 đội top đầu của 3. Liga, tự động đủ điều kiện vượt qua vòng loại. Trong số các suất còn lại, 21 vị trí được trao cho những đội đoạt cúp của các hiệp hội bóng đá khu vực. 3 suất còn lại được trao cho 3 hiệp hội khu vực có nhiều đội nam nhất, đó là Bavaria, Lower Saxony và Westphalia. Đội nghiệp dư có vị trí tốt nhất của Regionalliga Bayern đã được trao cho Bavaria. Đối với Lower Saxony, Lower Saxony Cup được chia thành hai con giải: một dành cho 3.Liga và Regionalliga Nord, và giải còn lại dành cho các đội nghiệp dư. Những đội vô địch của mỗi giải sẽ đủ điều kiện tham gia. Đối với Westphalia, đội chiến thắng trong trận play-off giữa đội có vị trí cao nhất của Regionalliga West và Oberliga Westfalen cũng đã vượt qua vòng loại. Vì mọi đội đều được quyền tham gia các giải đấu địa phương đủ điều kiện cho các cúp liên đoàn, nên về nguyên tắc, mọi đội đều có thể cạnh tranh trong DFB-Pokal. Các đội dự bị không được phép tham gia, cùng với đó hai đội của cùng một khu vực cũng không được tham gia.
1. ↑  Since the winners of the DFB-Pokal, Bayern Munich, qualified for the Champions League based on their league position, the Europa League group stage spot awarded to the DFB-Pokal winner was passed to the sixth-placed team in the Bundesliga, 1899 Hoffenheim.
2. ↑  The average attendance was 22,028 after 60 matches prior to fixtures being played behind closed doors.
3. ↑  
Ba khu vực có nhiều đội tham dự nhất (Bavaria, Lower Saxony và Westphalia) được phép chọn hai đội để thi đấu.
4. ↑  Waldhof Mannheim qualified regardless of the outcome of the final of the Baden Cup, as Karlsruher SC, the other finalists, already qualified for the DFB-Pokal through their 3. Liga position.
5. ↑  In addition to the Bavarian Cup winners, the best-placed amateur team of the Regionalliga Bayern also qualify.
6. ↑  VfB Eichstätt qualified as runners-up of the Regionalliga Bayern as the champions Bayern Munich II were ineligible to participate.
7. ↑  KSV Baunatal qualified regardless of the outcome of the final of the Hessian Cup, as Wehen Wiesbaden, the other finalists, already qualified for the DFB-Pokal through their 3. Liga position.
8. ↑  The Lower Saxony Cup is split into two paths: one for 3. Liga and Regionalliga Nord teams, and the other for amateur teams. The winners of each path qualify.
9. ↑  Germania Halberstadt qualified regardless of the outcome of the final of the Saxony-Anhalt Cup, as Hallescher FC, the other finalists, already qualified for the DFB-Pokal through their 3. Liga position.
10. ↑  In addition to the Westphalian Cup winners, the winners of a play-off between the best-placed amateur Westphalian team of the Regionalliga West and the best-placed amateur team of the Oberliga Westfalen also qualify.